# Catfish (film)
Pour les articles homonymes, voir Catfish (homonymie).
Pour plus de détails, voir Fiche technique et Distribution.
Catfish, est un film américain réalisé par Henry Joost et Ariel Schulman et sorti en 2010. Il présente un jeune photographe new-yorkais, Nev Schulman, qui est filmé par son frère et un ami au moment où il développe une relation amoureuse via Facebook avec une jeune femme habitant le Michigan.

## Résumé
Le photographe Nev Schulman, 24 ans, vit avec son frère Ariel et leur ami Henry à New York. Le 13 août 2007, une photo de Schulman est publiée dans le New York Sun. Peu de temps après, il est contacté via Internet par Abby Pierce, une enfant peintre surdouée de 8 ans vivant à Ishpeming. Abby lui envoie une peinture de sa photo publiée dans le Sun. Nev et Abby deviennent ami Facebook. Par la suite, Nev entre en contact avec un réseau entourant Abby. Il devient ami notamment avec Angela, la mère d'Abby, Vince, le conjoint de cette dernière et Megan, la demi-sœur d'Abby habitant Gladstone (Michigan), avec qui il développe peu à peu une relation amoureuse à distance. Pour réaliser un film documentaire, Ariel et Henry filment la relation à distance de Nev, qu'il entretient par internet et par téléphone.
Megan envoie des MP3 de ses chansons à Nev. Après plusieurs mois, Nev propose à Megan et à sa famille de les rencontrer lors d'un voyage qu'il fait avec Ariel et Henry dans un autre État pour filmer une troupe de danse. Lors du voyage, Nev découvre que les chansons envoyées par Megan sont des chansons faites par d'autres personnes et mises-en-ligne sur YouTube. Il développe des soupçons et les trois hommes décident d'en avoir le cœur net en se rendant au Michigan.

## Distribution
- Yaniv « Nev » Schulman (VQ : Nicolas Charbonneaux-Collombet) : lui-même
- Ariel « Rel » Schulman (VQ : Hugolin Chevrette) : lui-même
- Henry Joost (VQ : Philippe Martin) : lui-même
- Angela Wesselman (VQ : Johanne Léveillé) : elle-même
- à confirmer (VQ : Claudia-Laurie Corbeil) : Lauren
- à confirmer (VQ : Stéphane Rivard) : Vince
- à confirmer (VQ : Gabrielle Thouin) : Abby
- à confirmer (VQ : Catherine Hamann) : la serveuse

 Source et légende : version québécoise (VQ) sur Doublage.qc.ca

## Production
Angela Wesselman utilise les photos de la modèle et photographe Aimee Gonzales quand elle se fait passer pour Megan Faccio sur Facebook. L'équipe de tournage de Catfish a alors donné une compensation financière à la jeune femme qui apparait de manière involontaire dans le documentaire. Elle apparait également dans des publicités pour Catfish.

## Authenticité
De nombreux sites internet ont mis en doute la véracité du film,. Ariel Schulman s'est pourtant toujours défendu d'avoir monté un faux documentaire de toutes pièces,. Certains internautes pointent le fait que l'équipe n'a jamais mentionné l'histoire d'Angela ou de sa famille sur leur blog ni d'un quelconque tournage. Or leurs discussions durent depuis plusieurs mois déjà. L'équipe a pourtant pour habitude de documenter chacun de leurs documentaires sur leur blog. Il ne semble y avoir également aucune raison valable de faire un documentaire sur Nev et son histoire avec Abby, la petite fille peintre de 8 ans.

## Action en justice
Threshold Media Corp a intenté un procès aux réalisateurs car la chanson chantée par Amy Kuney, All Downhill From Here, est soumise au droit d'auteur et la maison de disque n'a jamais touché son dû.